# Eric Paschall
Eric Paschall (* 4. November 1996 in Sleepy Hollow, New York) ist ein US-amerikanischer Basketballspieler, der seit August 2024 bei Pistoia Basket 2000 in der Lega Basket Serie A in Italien unter Vertrag steht. Paschall ist 1,98 Meter groß und läuft meist als Power Forward auf. Er spielte College-Basketball für die Fordham Rams und die Villanova Wildcats und im NBA-Draft 2019 von den Golden State Warriors an elfter Stelle in der zweiten Runde ausgewählt.

## Schulzeit
Paschall spielte drei Jahre für die Schulmannschaft der Dobbs Ferry High School im US-Bundesstaat New York sowie ein Jahr für die St. Thomas More School im Ort Oakdale in Connecticut. Im April 2013 wurde seine Entscheidung bekannt, sich an der Fordham University einzuschreiben.

## College
Als Freshman spielte Paschall an der Fordham University. Bei seinem Debüt erzielte er 31 Punkte sowie zehn Rebounds und verhalf Fordham damit zu einem 94:77-Sieg gegen die Mannschaft des New York Institute of Technology. In seiner Freshman-Saison erzielte Paschall im Durchschnitt 15,9 Punkte und 5,5 Rebounds pro Spiel, für diese Leistung wurde er zum Atlantic 10 Rookie of the Year ernannt. Nach Abschluss der Saison wechselte Paschall an die Villanova University, nachdem Fordham-Head-Coach Tom Pecora entlassen worden war.
Paschall aufgrund der NCAA-Wechselbestimmungen in der Saison 2015/16 nicht zum Spielbetrieb zugelassen, nahm aber am Trainingsbetrieb seiner neuen Mannschaft teil. Nach dem Jahr als Redshirt erzielte Paschall in der Saison 2016/17 durchschnittlich 7,2 Punkte und 3,8 Rebounds pro Begegnung. Am 25. Februar 2017 erzielte Paschall mit 19 Punkten seinen Saisonhöchstwert und verhalf den Wildcats damit zu einem 79:62-Sieg gegen Creighton.
In seiner Junior-Saison erzielte er im Durchschnitt 10,3 Punkte, 5,0 Rebounds und 2,3 Assists pro Spiel. Im Sweet Sixteen-Spiel des NCAA Tournament 2018 erzielte er 14 Punkte und verhalf den Wildcats damit zu einem Sieg gegen West Virginia. In der nachfolgenden Runde der besten acht Mannschaften (Elite-Eight) kam er beim 71:59-Sieg über die Texas Tech University auf 12 Punkt und 14 Rebounds. Das Final-Four-Spiel war eine der besten Leistungen seiner gesamten College-Zeit. Er erzielte 24 Punkte und verfehlte nur einen von elf Würfen, damit führte er die Wildcats zu einem 95:79-Sieg gegen die Kansas Jayhawks. Obwohl Paschall im Meisterschaftsspiel mit nur sechs Punkten und acht Rebounds eine relativ schwache Leistung zeigte, reichte dies, um mit einem Endstand von 79:62 gegen die Michigan Wolverines zu gewinnen.
Als Senior erzielte Paschall im Durchschnitt 16,5 Punkte und 6,2 Rebounds. Für diese Leistung wurde er in das First Team der Big East berufen.

## Professionelle Karriere

### Golden State Warriors (2019 bis 2021)
Am 20. Juni 2019 wurde Paschall im NBA-Draftverfahren 2019 an 41. Stelle von den Golden State Warriors ausgewählt.
Am 24. Oktober 2019 gab Paschall sein NBA-Debüt, er erzielte in einer 122:141-Niederlage gegen die Los Angeles Clippers 14 Punkte, vier Rebounds, drei Assists und zwei Steals. Am 4. November 2019, seinem Geburtstag, erzielte Paschall mit 34 Punkten und 13 Rebounds in beiden Statistiken Karrierebestwerte und verhalf den Warriors damit zu einem 127:118-Sieg gegen die Portland Trail Blazers. Am 15. September 2020 wurde Paschall in das NBA All-Rookie 1st Team berufen. Aufgrund der Rückkehr des zuvor verletzten Draymond Green sanken Paschalls Spieleanteile.

### Utah Jazz (2021 bis 2022)
Nach zwei Jahren bei den Warriors wurde Paschall im August 2021 für ein künftiges Zweitrundenauswahlrecht im Draft-Verfahren zu den Utah Jazz transferiert.
Am 29. Juli 2022 wurde Paschalls Vertragsunterzeichnung bei den Minnesota Timberwolves bekannt gegeben. Er erhielt einen Two-way-contract über ein Jahr. Am 16. Oktober des gleichen Jahres wurde sein Vertrag wieder aufgelöst.

### Leones de Ponce (2023)
Am 7. März 2023 unterschrieb Paschall bei Leones de Ponce aus der Baloncesto Superior Nacional (BSN), wurde jedoch bereits eine Woche später, am 10. April, wieder entlassen.

### Pistoia Basket 2000 (seit 2024)
Am 2. August 2024 unterschrieb Paschall bei Pistoia Basket 2000 in der Lega Basket Serie A.

## Erfolge und Auszeichnungen
- NBA All-Rookie 1st Team: 2020

## Karriere-Statistiken

### NBA

#### Hauptrunde
| Saison  | Team         | GP  | GS | MPG  | FG % | 3P % | FT % | RPG | APG | SPG | BPG | PPG  |
| ------- | ------------ | --- | -- | ---- | ---- | ---- | ---- | --- | --- | --- | --- | ---- |
| 2019–20 | Golden State | 60  | 26 | 27.6 | .497 | .287 | .774 | 4.6 | 2.1 | 0.5 | 0.2 | 14.0 |
| 2020–21 | Golden State | 40  | 2  | 17.4 | .497 | .333 | .713 | 3.2 | 1.3 | 0.3 | 0.2 | 9.5  |
| 2021–22 | Utah         | 58  | 3  | 12.7 | .485 | .370 | .767 | 1.8 | 0.6 | 0.2 | 0.1 | 5.8  |
| Gesamt  | Gesamt       | 158 | 31 | 19.5 | .494 | .326 | .758 | 3.2 | 1.4 | 0.3 | 0.2 | 9.8  |